# Coupe des nations de saut d'obstacles 2004
Navigation
Édition précédente Édition suivante
La Coupe des nations de saut d'obstacles 2004 (Samsung Super League 2004), est la 2e édition du circuit coupe des nations organisé par la FEI. Elle a eu lieu du 6 mai au 19 septembre 2004, et a été remportée par la France.

## Calendrier 2004
| \| La Baule-Escoublac Rome Lucerne Rotterdam Aix-la-Chapelle Barcelone Hickstead Dublin \| Villes accueillant la coupe des nations de saut d'obstacles en 2004. |
| La Baule-Escoublac Rome Lucerne Rotterdam Aix-la-Chapelle Barcelone Hickstead Dublin                                                                            |

| Date                   | Lieu                                                     | Vainqueur   |
| ---------------------- | -------------------------------------------------------- | ----------- |
| 6 - 9 mai 2004         | Jumping international de France La Baule, France CSIO-5* | Allemagne   |
| 27 - 30 mai 2004       | Rome, Italie CSIO-5*                                     | Pays-Bas    |
| 03 - 6 juin 2004       | Lucerne, Suisse CSIO-5*                                  | Pays-Bas    |
| 17 - 20 juin 2004      | Rotterdam, Pays-Bas CSIO-5*                              | France      |
| 13 - 18 juillet 2004   | Aix-la-Chapelle, Allemagne CSIO-5*                       | Allemagne   |
| 21 - 25 juillet 2004   | Hickstead, Grande-Bretagne CSIO-5*                       | Royaume-Uni |
| 4 - 8 août 2004        | Dublin, Irlande CSIO-5*                                  | Irlande     |
| 16 - 19 septembre 2004 | Barcelone, Espagne CSIO-5*                               | Allemagne   |

## Classement final
|          | Équipe      | Points | Points     | Points    | Points          | Points    | Points | Points    | Points | Total |
| La Baule | Équipe      | Rome   | Saint-Gall | Rotterdam | Aix-la-Chapelle | Hickstead | Dublin | Barcelone |        | Total |
| -------- | ----------- | ------ | ---------- | --------- | --------------- | --------- | ------ | --------- | ------ | ----- |
| 1        | France      | 7      | 3          | 5.3       | 10              | 5         | 7      | 7         | 12     | 56.3  |
| 2        | Allemagne   | 10     | 3          | 5.3       | 0.5             | 10        | 1.5    | 2         | 20     | 52.3  |
| 3        | Royaume-Uni | 4      | 7          | 2         | 4               | 1         | 10     | 4.5       | 12     | 44.5  |
| 4        | États-Unis  | 3      | 3          | 3         | 3               | 7         | 1.5    | 4.5       | 8      | 33    |
| 5        | Belgique    | 5      | 0.5        | 5.3       | 7               | 2.5       | 5      | 3         | 4      | 32.3  |
| 6        | Pays-Bas    | 1.5    | 10         | 10        | 1               | 2.5       | 4      | 0.5       | 1      | 30.5  |
| 7        | Irlande     | 1.5    | 1          | 1         | 5               | 4         | 3      | 10        | 4      | 29.5  |
| 8        | Italie      | 0.5    | 5          | 0.5       | 2               | 0.5       | 0.5    | 1         | 4      | 14    |

- 8e : relégation en Promotional League

Le calcul des points s'effectue dans l'ordre suivant : 10 point pour l'équipe gagnante puis pour les suivants 7, 5, 4, 3, 2, 1 jusqu'à 0,5 point pour la huitième place. Les points de la dernière épreuve sont doublés. En cas d'égalité, les points des places occupés par les équipes concernées sont additionnés puis divisés à parts égales.